# Jan Panasiuk
Jan Panasiuk (ur. 24 kwietnia 1926 w Berezie, zm. 20 grudnia 2017 w Warszawie) – polski geodeta i kartograf, profesor Politechniki Warszawskiej.

## Życiorys
W 1954 ukończył studia na Wydziale Geodezyjnym Politechniki Warszawskiej o specjalności Geodezyjne Pomiary Podstawowe, podczas studiów od 1950 pracował w Państwowym Przedsiębiorstwie Geodezyjnym, a od 1952 w Geodezyjnym Instytucie Naukowo-Badawczym (późniejszym Instytucie Geodezji i Kartografii). 1 kwietnia 1954 rozpoczął pracę w Katedrze Geodezji Wyższej Wydziału Geodezji i Kartografii Politechniki Warszawskiej, miesiąc później przeniósł się Zakładu Kartografii Matematycznej w powstałej wówczas Katedrze Kartografii. Zajmował tam stanowisko asystenta do 1958, a następnie starszego asystenta do 1961. W 1962 na Wydziale Geodezji i Kartografii uzyskał stopień doktora nauk technicznych w zakresie kartografii matematycznej. W 1963 rozpoczął studia zaoczne na Wydziale Matematyki i Fizyki Uniwersytetu Warszawskiego, uzyskując w 1970 dyplom magistra matematyki ze specjalnością metody numeryczne. W 1983 habilitował się, w latach 1984–1985 był prodziekanem Wydziału Geodezji i Kartografii. Od 1989 do 1991 był docentem, w 2002 został profesorem nadzwyczajnym. W 1996 przeszedł na emeryturę i pozostał na uczelni na części etatu, a następnie pracował na zlecenie do 2004.
Pochowany na cmentarzu w Radzyniu Podlaskim.

## Dorobek naukowy
Jan Panasiuk jest autorem ponad 20 publikacji naukowych, współautorem dwóch podręczników akademickich. Prowadzone przez niego prace naukowo-badawcze dotyczyły teorii odwzorowań
powierzchni, a w szczególności zniekształceń i redukcji odwzorowawczych.